# آنا کارولینا
آنا کارولینا (انگلیسی: Ana Carolina؛ زادهٔ ۹ سپتامبر ۱۹۷۴) خواننده-ترانه‌پرداز، آهنگساز، موسیقی‌دان اهل برزیل است. وی از سال ۱۹۹۸ میلادی تاکنون مشغول فعالیت بوده‌است.